# Chrysopa ypsilon
Chrysopa ypsilon là một loài côn trùng trong họ Chrysopidae thuộc bộ Neuroptera. Loài này được A. Costa miêu tả năm 1884.